# Timoci Nagusa

a Compétitions nationales et continentales officielles uniquement.

b Matchs officiels uniquement.
Dernière mise à jour le 13 juin 2022.
Timoci « Jim » Nagusa, né le 14 juillet 1987 à Nadi (Fidji), est un joueur de rugby à XV international fidjien qui évolue au poste d'ailier.
Double vice-champion de France en 2011 et 2018, il est le meilleur marqueur d'essais de la saison régulière 2011-2012 avec onze réalisations. Il a inscrit 92 essais avec le Montpellier HR, un record pour le club.

## Biographie
Il honore sa première cape internationale en équipe des Fidji le 7 juin 2008 contre l'équipe des Samoa.
Après les deux premiers matchs des Fidji lors de la coupe du monde 2015, il est rappelé pour pallier le forfait de Waisea Nayacalevu.
En mai 2017, il est sélectionné dans le groupe des Barbarians par Vern Cotter pour affronter l'Angleterre, le 28 mai à Twickenham puis l'Ulster à Belfast le 1er juin. Titulaire lors du premier match, les Baa-Baas Britanniques s'inclinent finalement 28 à 14 face aux Anglais. Il n'est pas sur la feuille de match pour la victoire des Baa-Baas 43 à 28 en Irlande.
En octobre 2021, à la naissance de sa fille, il annonce qu'il prend la totalité de son congé paternité, une rareté dans le sport de haut niveau : « Je n'ai pas hésité sachant que le boulot, le rugby, les fans disparaîtront mais seule la famille restera pour toujours,. »
Il évolue au sein de l'effectif du FC Grenoble de 2020 à 2022. Il joue ensuite au Sporting club royannais en Fédérale 2.
Par la suite, en 2024, il revient à Montpellier au sein du Stade montpelliérain qui évolue en Régionale 3.

## Palmarès

### En club
- Championnat de France :
  - Vice-champion (2) : 2011 et 2018 avec le Montpellier HR
- Challenge européen :
  - Vainqueur (1) : 2016 avec le Montpellier HR

### Distinctions personnelles
- Meilleur marqueur d'essais pour le Montpellier HR : 2011, 2012 (11 essais), 2013

## Statistiques en équipe nationale
Timoci Nagusa compte 24 sélections en équipe des Fidji depuis le 7 juin 2008 contre l'équipe des Samoa. Il inscrit 70 points, 14 essais. Il obtient trois en 2008, trois en 2009, deux en 2010, trois en 2011, cinq en 2013, six en 2014 et deux en 2015.